# Procedura Davisa-Putnama
Procedura Davisa-Putnama – bardzo efektywny system dowodzenia twierdzeń dla rachunku zdań. Istnieją też jego modyfikacje dla rachunku predykatów pierwszego rzędu, jednak są one zwykle mniej wydajne od rezolucji.
Idea jest następująca: negację formuły, którą zamierzamy udowodnić zamieniamy na alternatywę koniunkcji alternatyw literałów, czyli alternatywę CNFów. Taki CNF nazywa się tu zbiorem klauzul, natomiast alternatywa CNFów blokiem.
Następnie usuwamy wszystkie powtórzenia literałów i fałsze, oraz wszystkie klauzule zawierające jednocześnie literał i jego negację lub też prawdę.
Reguły systemu:
- subsumpcja – jeśli w pewnym zbiorze klauzul klauzula C subsumuje klauzulę D, czyli wszystkie literały C występują też w D, to usuwamy D
- jeśli w pewnym zbiorze klauzul jakiś literał występuje tylko pozytywnie lub tylko negatywnie, usuwamy z niego wszystkie klauzule które go zawierają
- jeśli w pewnym zbiorze klauzul jakaś klauzula to pojedynczy literał, usuwamy wszystkie klauzule zawierające ten literał, oraz zaprzeczenie tego literału z wszystkich klauzul zbioru, które go zawierały
- splitting – jeśli w pewnym zbiorze klauzul pewien literał występuje zarówno pozytywnie jak i negatywnie zastępujemy cały zbiór dwoma zbiorami:
  - jednym, w którym usunięte zostały wszystkie klauzule zawierające ten literał, oraz wszystkie wystąpienia jego negacji
  - drugim, w którym usunięte zostały wszystkie wystąpienia tego literału, oraz wszystkie klauzule zawierające jego negację
- usuwamy każdy zbiór klauzul zawierają klauzulę pustą – klauzula ta usuwa wszystkie inne przez subsumpcje i ma wartość fałsz, a co za tym idzie zbiór klauzul ma wartość fałsz, która jest nieistotna dla bloku będącego alternatywą

Jeśli w bloku nie ma już zbiorów klauzul twierdzenie zostało udowodnione (taki blok, jako alternatywa, jest fałszywy – skoro negacja formuły jest fałszywa, to twierdzenie to jest prawdziwe). Jeśli został jakiś pusty zbiór klauzul, twierdzenie to jest fałszywe (jego zaprzeczenie jest spełnialne).